# Só pra Contrariar: Simbora Meu Povo - Ao Vivo
Só pra Contrariar: Simbora Meu Povo - Ao Vivo é um álbum ao vivo do grupo Só pra Contrariar lançado em 2010.

## Faixas
| N.º | Título                                                          | Duração |  |
| 1.  | "Minha Fantasia"                                                |         |  |
| 2.  | "A Rede"                                                        |         |  |
| 3.  | "Eu Não Quero Mais Dizer Adeus – Part. Luis Cláudio & Giuliano" |         |  |
| 4.  | "Nasci Pra Te Amar"                                             |         |  |
| 5.  | "Volta Pra Mim"                                                 |         |  |
| 6.  | "Kid Brilhantina"                                               |         |  |
| 7.  | "Saudade Dói"                                                   |         |  |
| 8.  | "Maluco Por Ela"                                                |         |  |
| 9.  | "Um Amor Puro"                                                  |         |  |
| 10. | "Cola do Meu Lado"                                              |         |  |
| 11. | "Alguém Como Você – Part. João Júnior"                          |         |  |
| 12. | "Você Vai Voltar Pra Mim"                                       |         |  |
| 13. | "Out Door"                                                      |         |  |
| 14. | "A Barata"                                                      |         |  |
| 15. | "Pra Ficar Contigo"                                             |         |  |